# 2008-as Toyota Grand Prix of Long Beach
A 2008-as Toyota Grand Prix of Long Beach a harmadik verseny a 2008-as IndyCar Series szezonban, de ezen a futamon csak azok a csapatok indultak el akik 2007-ben még a Champ Car szériában versenyeztek. Az eddig is IRL-ben versenyző csapatok a japán futamon indultak mert a két futamot ugyanazon a napon rendezték meg és nem találtak módot, hogy valamelyik verseny rendezési időpontját megváltoztassák. A versenyt 2008. április 20-án rendezték meg az 1.968 mérföldes (3.167 km) utcai pályán Long Beach-ben, California-ban. A verseny történelmi jelenség is volt mert a Champ Car széria búcsúfutama volt ez amit Will Power nyert meg. Az egykori Champ Car mezőny összesen 20 autót állított a rajthoz és ezen a futamon használták utoljára a Panoz DP01 karosszériát és a turbófeltöltős Cosworth motorokat. Aki a 2008-as IndyCar Series szezonban részt vesz annak a futamon megszerzett pontjai beleszámítanak a bajnokság végeredményébe. Legközelebb a következő Kansas-i futamon fog újraversenyezni az egész mezőny együtt. A versenyt a Champ Car széria 2007-es szabályai szerint bonyolították le vagyis két időmérő edzés alapján értékeltek és a versenytávot is időben szabták meg vagyis a pilóták 1 óra és 45 percen keresztül versenyeztek a futamon és az IndyCar Szériától eltérően ezen a versenyen nem repülőrajttal hanem állórajttal indították el a futamot.

## Rajtfelállás
| Rajtsor | Belső ív | Belső ív         | Külső ív | Külső ív         |
| ------- | -------- | ---------------- | -------- | ---------------- |
| 1       | 02       | Justin Wilson    | 15       | Alex Tagliani    |
| 2       | 34       | Franck Perera    | 8        | Will Power       |
| 3       | 3        | Paul Tracy       | 7        | Franck Montagny  |
| 4       | 4        | Nelson Philippe  | 36       | Enrique Bernoldi |
| 5       | 06       | Graham Rahal     | 96       | Mario Dominguez  |
| 6       | 18       | Bruno Junqueira  | 5        | Oriol Servià     |
| 7       | 12       | Jimmy Vasser     | 33       | E.J. Viso        |
| 8       | 9        | Antônio Pizzonia | 29       | Alex Figge       |
| 9       | 14       | Roberto Moreno   | 37       | David Martínez   |
| 10      | 19       | Mario Moraes     | 10       | Juho Annala      |

## Futam
| Pozíció                                             | #  | Pilóta           | Csapat                      | Futott kör | Idő/Kiesés oka | Rajthely | Élen | Pont |
| --------------------------------------------------- | -- | ---------------- | --------------------------- | ---------- | -------------- | -------- | ---- | ---- |
| 1.                                                  | 8  | Will Power       | KV Racing Technology        | 83         | 1:45:25.415    | 4        | 81   | 53   |
| 2.                                                  | 7  | Franck Montagny  | Forsythe/Pettit Racing      | 83         | +5,094         | 6        | 0    | 0    |
| 3.                                                  | 96 | Mario Domínguez  | Pacific Coast Motorsports   | 83         | +15,516        | 10       | 0    | 35   |
| 4.                                                  | 36 | Enrique Bernoldi | Conquest Racing             | 83         | +25,677        | 8        | 0    | 32   |
| 5.                                                  | 5  | Oriol Servià     | KV Racing Technology        | 83         | +26,276        | 12       | 0    | 30   |
| 6.                                                  | 34 | Franck Perera    | Conquest Racing             | 83         | +28,067        | 3        | 0    | 28   |
| 7.                                                  | 15 | Alex Tagliani    | Walker Racing               | 83         | +36,518        | 2        | 0    | 26   |
| 8.                                                  | 37 | David Martínez   | Forsythe/Pettit Racing      | 83         | +37,127        | 18       | 0    | 0    |
| 9.                                                  | 33 | E. J. Viso       | HVM Racing                  | 83         | +44,944        | 14       | 1    | 22   |
| 10.                                                 | 12 | Jimmy Vasser     | KV Racing Technology        | 83         | +48,635        | 13       | 0    | 0    |
| 11.                                                 | 3  | Paul Tracy       | Forsythe/Pettit Racing      | 83         | +55,956        | 5        | 0    | 19   |
| 12.                                                 | 18 | Bruno Junqueira  | Dale Coyne Racing           | 83         | +1:07,553      | 11       | 0    | 18   |
| 13.                                                 | 06 | Graham Rahal     | Newman/Haas/Lanigan Racing  | 82         | + 1 Kör        | 9        | 0    | 17   |
| 14.                                                 | 29 | Alex Figge       | Pacific Coast Motorsports   | 82         | + 1 Kör        | 16       | 0    | 0    |
| 15.                                                 | 4  | Nelson Philippe  | Minardi Team USA/HVM Racing | 80         | + 3 Kör        | 7        | 0    | 0    |
| 16.                                                 | 9  | Antônio Pizzonia | Rocketsports                | 80         | + 3 Kör        | 15       | 0    | 0    |
| 17.                                                 | 14 | Roberto Moreno   | Minardi Team USA/HVM Racing | 63         | Műszaki hiba   | 17       | 1    | 0    |
| 18.                                                 | 10 | Juho Annala      | Rocketsports                | 42         | Műszaki hiba   | 20       | 0    | 0    |
| 19.                                                 | 02 | Justin Wilson    | Newman/Haas/Lanigan Racing  | 12         | Motor          | 1        | 0    | 12   |
| 20.                                                 | 19 | Mario Moraes     | Dale Coyne Racing           | 5          | Baleset        | 19       | 0    | 12   |
| Átlagsebesség: 92.964 mph (149.611 km/h)            |    |                  |                             |            |                |          |      |      |
| Változások az élen: 3 alkalommal 3 versenyző között |    |                  |                             |            |                |          |      |      |